# Hans Wolf (Funktionshäftling)

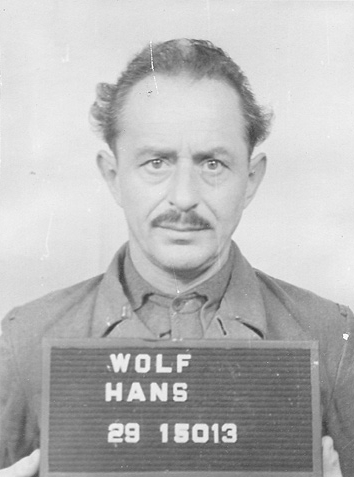
Hans Wolf im April 1947

Hans Wolf (* 18. Mai 1902 in Rückersbühl; † 19. November 1948 im Kriegsverbrechergefängnis Landsberg) war Funktionshäftling und Lagerältester im Außenlager Wille des KZ Buchenwald.

## Leben
Wolf, vermutlich ein sogenannter krimineller Häftling, wurde Ende 1942 in das KZ Buchenwald eingewiesen oder überstellt. Zunächst wurde er in einem Arbeitskommando im Steinbruch eingesetzt und soll eigenen Angaben zufolge auch Proband der Fleckfieberversuche in Block 46 des KZ Buchenwald gewesen sein. Anschließend wurde er Kapo im Eisenbahnkommando und von Mai 1944 bis zum 12. April 1945 Lagerältester im Buchenwalder Nebenlager mit dem Codenamen „Wille“, einem Lagerkomplex, der aus den Teilen Gleina, Rehmsdorf und Tröglitz bestand. Dort mussten Häftlinge schwere Räum-, Bau- und Reparaturarbeiten ausführen, um das durch alliierte Luftangriffe zerstörte Brabag-Werk der Braunkohle- und Benzin AG wieder aufzubauen. Aufgrund der schweren Arbeits- und Lebensbedingungen sowie der katastrophalen Versorgungslage sollen von Juni 1944 bis Anfang April 1945 mindestens 5.871 Häftlinge verstorben sein.
Nach Kriegsende wurde Wolf verhaftet und im Rahmen der Dachauer Prozesse im Buchenwald-Hauptprozess mit 30 weiteren Beschuldigten vor einem US-amerikanischen Militärgericht angeklagt. Wolf wurde beschuldigt, alliierte Häftlinge schwer misshandelt und ihnen Nahrung vorenthalten zu haben. Entlastungszeugen berichteten, dass Wolf nur bei Verfehlungen Häftlinge geprügelt habe und zudem durch körperliche Misshandlungen, die er seitens der SS erhielt, dazu angehalten worden sei, Häftlinge zu schlagen. Edwin Katzenellenbogen, selbst angeklagter Häftlingsarzt, sagte aus, dass Wolf durch eine Kopfverletzung und Epilepsie beeinträchtigt gewesen sei. Wolf selbst gab zudem vor Gericht an, jüdischen Häftlingen die Ausübung ihrer Religion und zudem zwei US-Soldaten die Flucht durch das Bereitstellen von Zivilkleidung ermöglicht zu haben. Am 14. August 1947 wurde Wolf wegen der „Mithilfe und Teilnahme an den Operationen des Buchenwald-Konzentrationslagers“ zum Tod durch den Strang verurteilt. Wolf wurde am 19. November 1948 in dem Kriegsverbrechergefängnis Landsberg hingerichtet.